# 김명준 (성우)
김명준(1980년 10월 23일 ~ )은 대한민국의 성우로 2012년 CJ ENM 성우극회 공채 8기에 입사했다.

## 애니메이션 출연작품

### 투니버스
- 좀비고등학교 - 정동석
- 신비아파트: 고스트볼의 비밀 (투니버스) - 헤론(종민)
- 신비아파트: 고스트볼X의 탄생 (투니버스) - 리온 레이몬드
- 신비아파트: 고스트볼X의 탄생 두 번째 이야기 (투니버스) - 리온 레이몬드
- 신비아파트 고스트볼 더블X (투니버스) - 리온 레이몬드
- 신비아파트 고스트볼Z (투니버스) - 리온 레이몬드
- 신비아파트 고스트볼 ZERO (투니버스) - 리온 레이몬드 / 카인
- 신비아파트 특별판 빛의 뱀파이어와 어둠의 아이 (투니버스) - 리온 레이몬드
- 빠샤메카드 (투니버스) - 파이어버드
- 빠샤메카드 S (투니버스) - 파이어버드
- 숲의 요정 페어리루 - 지연우 (연희의 오빠), 엉겅퀴, 파인
- 괴도 키드 (투니버스) - 경찰
- 나루토 질풍전 (투니버스) - 쵸주로
- 놓지마 정신줄 (투니버스) - 불량학생, 기어영기
- 누가 내 궁디 좀 말려줘 (투니버스) - 올라프 왕자
- 럭키프레드 (투니버스) - 프랙탈, 웜피, 로미오, 알파원
- 말하는 강아지 마사 3 (투니버스) - 네드 / 가수
- 마이 리틀 포니 (투니버스) - 플림, 스네일스
- 닌자보이 란타로 (투니버스) - 가키
- 명탐정 코난 (투니버스) - 주창우, 김오성, 좀비, 남학생, 경비, 남자1, 남자3
- 미르모 퐁퐁퐁 (투니버스) - 연우진
- 쇼콜라의 마법 (투니버스) - 카카오
- 스켓 댄스 (투니버스) - 신영진, 마니아
- 싱싱초밥단 코부시 (투니버스) - 샤샤
- 아라다 창세전 (투니버스) - 스구루
- 아이 엠 스타! (투니버스) - 히로, 시우
- 엽기발랄 오렌지 (투니버스) - 쌩쌩 주서기, 타이타닉 페퍼 잭 (페퍼로니 치즈)
- 오노 외계인이 나타났다 (투니버스) - 네이트
- 위 베이비 베어스 - 판다
- 원피스 (투니버스) - 코비, 어린 루치
- 지켜줘 롤리팝 (투니버스) - 아샤
- 짱구는 못말려 (투니버스) - 정훈숙부, 붕어빵 가게 주인 (아버지의 아들)
- 탐험 드리랜드 (투니버스) - 차우더, 레오
- 테니스의 왕자 (투니버스) - 노무라, 스즈키
- 카드캡터 체리 재더빙 (투니버스) - 오청명
- 12살 작은가슴의 두근거림 시즌 2 - 제하영
- 포켓몬스터 썬&문 (투니버스) - 글라디오
- 리틀펫샵 - 제스퍼
- 토마스와 친구들 - 베페, 알피, 인-롱, 레이, 덕(시즌 22 투니버스판), 스탠리(투니버스판), 버티
- 차징 탑스피너 (MBC TV) - 로건

### KBS
- 뛰뛰빵빵 구조대2 - 쿠비
- 쉿! 내 친구는 빅파이브 시즌1 2 - 테크
- 캐치! 티니핑 - 준, 키키핑
- 내 친구 반인반어 - 떼봉
- 슈퍼트론 - 누트, 벨롭
- 메탈카드봇 - 크래스트, 쉐도우X

#### KBS 키즈
- 마계학교! 이루마군 - 아스모데우스, 카무이
- 마계학교! 이루마군 2 - 아스모데우스, 카무이
- 마계학교! 이루마군 3 - 아스모데우스, 카무이, 푸르센코
- 베리베리 뮤우뮤우 뉴 - 김도겸
- 베리베리 뮤우뮤우 뉴 파트2 - 김도겸

### 타방송사
- 띠띠뽀 띠띠뽀 (EBS) - 태오
- 미라큘러스: 레이디버그와 블랙캣 (EBS) - 자그드 스톤
- 안녕 자두야 (SBS) - 민지아빠
- 위 베어 베어스 (카툰네트워크) - 판다
- 최강! 탑플레이트 (SBS) - 태민
- 몬카트 (EBS) - 비비 레몬
- 괴짜가족 괴담일기 (디즈니 채널) - 디퍼 파인즈
- 도날드 덕 가족의 모험 (디즈니 채널) - 휴이
- 101 달마시안 스트리트 (디즈니 채널) - 단테, 한셀, 시드, 복실이
- 빅 히어로 시리즈 (디즈니 채널)
- 아기를 부탁해! 토츠 (디즈니 주니어, 디즈니+) - 프레디
- 왕실탐정, 미라 (디즈니주니어, 디즈니+) - 비르 황태자
- SPY×FAMILY (애니플러스) - 유리 브라이어
- 우주소년 아톰 (대교어린이TV) - 아틀라스
- 제발 그 남자 만나지 마요 (MBC every1) - 목소리 출연
- 몬스터 근무일지 (디즈니+) - 타일러 터스크먼
- 헬로 카봇 붐바 (SBS) - 이그리붐
- 스파이 패밀리 (애니플러스) - 유리 브라이어
- 블루 록 (애니플러스) - 이사기 요이치
- 메탈카드봇S 강철의 귀환 (EBS) - 크래스트, 쉐도우X, 딥바이트[1]

### 내레이션
- 홍대 1번 국도 (tvN)
- 대학 토론 배틀 (tvN)
- 음악인물백과 뮤딕 (Mnet)

### 애니메이션 주제가
- 원피스 삽입곡 - dear friends
- 스켓댄스 엔딩곡 - hero
- 위 베어 베어스 삽입곡 - 햇살같은 그녀
- 반월당의 기묘한 이야기 2 삽입곡 - 미련한 고백연습
- 반월당의 기묘한 이야기 7 삽입곡 - 단명
- 요괴워치 5 오프닝곡 - 게라게라호의 노래
- 마계학교! 이루마군 2 엔딩 하트 쇼타임

### 영화 애니메이션 더빙
- 명탐정 코난 극장판 - 11번째 스트라이커 - 이도형 선수
- 명탐정 코난 극장판 - 은빛 날개의 마술사 - 관제탑 직원, 박재주
- 명탐정 코난 극장판 - 감청의 권 - 리시 라마나산
- 원피스 12기 극장판 film Z - 코비
- 마야2 - 윌리
- 토이 스토리 4 - 앤디 / 악셀 더 카니
- 트롤 - 가이 다이어몬드
- 레드슈즈 - 피노
- 구스 베이비 2
- 겨울왕국 2 - 아그나르 (아렌델의 왕) / 전대 노덜드라 지도자
- 신비아파트 극장판 하늘도깨비 대 요르문간드 - 번개 헤론
- 신비아파트 극장판 차원도깨비와 7개의 세계 - 리온 레이몬드
- 극장판 요괴워치: FOREVER FRIENDS - 천지왕
- 스페이스 잼: 새로운 시대 - 다리우스 제임스 / 트위디 버드
- 피니와 퍼브 무비: 캔디스, 우주에 맞서다 (디즈니+) - 제레미 존슨
- 엔칸토: 마법의 세계 - 카밀로
- 버즈 라이트이어 (영화) - 페더링햄스턴
- DC 리그 오브 슈퍼-펫 - 플래시
- 더 퍼스트 슬램덩크 - 중학생 송태섭
- 극장판 SPY×FAMILY CODE: White - 유리 브라이어

### 외화
- 뮬란 - 군인 (R.J. 오영)
- 수퍼 소닉 2 - 요원(스티브 창)
- 신비한 동물들과 그린델왈드의 범죄 - 어린 뉴트(조슈아 시어)
- 크루엘라 - 동물 조련사(리처드 데이비드 케인)
- 톰과 제리 - 톱시(해리 래치보드)
- 레드 노티스 (넷플릭스) - 탐브웨
- 좀비스 - 트레이시, 케빈
- 칩과 데일: 다람쥐 구조대 (디즈니+) - 어글리 소닉

### 외주제작 드라마
- 어린이 경찰 (투니버스) - 폭파범
- 자이언트 세이버 (투니버스) - 명준
- 레전드히어로 삼국전 (EBS1) - 태사자, 황개, 감녕
- 파워레인저 애니멀포스 (대원방송) - 문세원 (더 월드 레인저)
- 극장판 가면라이더 빌드 Be The One - 가면라이더 지오
- 가면라이더 지오 (대원방송) - 오지호 / 가면라이더 지오, 뒷면의 지호, 라이드워치 음성
- 퓨어엔젤 미라클 매직 (투니버스) - 지태 아빠

### 게임 더빙
- 그림노츠 - 클로비스
- 덴더라이언 - 지연
- 더보이스 - 반도재
- 던전 앤 파이터 - 심장파멸자 히카르도, 금시사 트리투라, 약탈자 로스올, 루호스, 마검 바키라
- 다시 그리는 시간 - 알카이드
- 러브앤프로듀서 - 주기락
- 리그오브레전드 - 케인
- 메이플스토리 - 제롬, 시몬
- 애프터라이프 - 테오
- 원신 - 알베도
- 오션 런너 - 랩 가오리
- 쿠키런: 킹덤 - 클로버맛 쿠키
- X2: 이클립스 - 오시리스

### 드라마 CD 더빙
- 《덴더라이언 크리스마스 CD - 선물》 - 지연
- 《검술학교의 연애사정》 - 시엔
- 《손만 잡고 잤을텐데》 - 신난다
- 《반월당의 기묘한 이야기 2》 - 유단
- 《반월당의 기묘한 이야기 4》 - 유단
- 《반월당의 기묘한 이야기 7》 - 유단
- 《킹 메이커》 - 윤기현
- 《중력》 - 최재우
- 《Salty and sweet》 - 윤난호
- 《시맨틱 에러》 - 추상우
- 《신부가 필요해》 - 서현우
- 《온에어24》 - 김윤
- 《모멘텀/팬텀》 - 오스카 한니넨
- 《패션 - 다이아포닉심포니아》 - 크리스토프 타르텐

1. ↑  극장판에서 딥바이트는 장미 성우였다.